# 埃居朗德
埃居朗德（法語：Eygurande，法語發音：[ɛɡyʁɑ̃d]）是法国科雷兹省的一个市镇，位于该省东北部，属于于塞勒区。

## 地理
埃居朗德（45°39'41"N, 2°27'7"E）面积34.37 平方千米，位于法国新阿基坦大区科雷兹省，该省份为法国中南部省份，北起上维埃纳省和克勒兹省，西接多爾多涅省，南至洛特省，东临多姆山省和康塔爾省。
与埃居朗德接壤的市镇（或旧市镇、城区）包括：艾克斯、费镇 (科雷兹省)、上拉马济耶尔、梅利讷、莫内斯捷梅利讷、圣梅尔拉布勒耶、圣奥拉杜德希鲁兹。

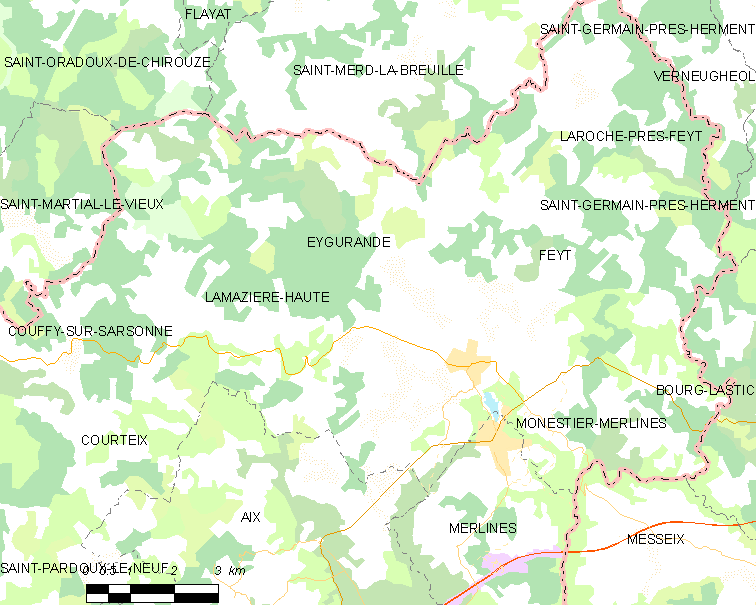
埃居朗德的OSM定位图

埃居朗德的时区为UTC+01:00、UTC+02:00（夏令时）。

## 行政
埃居朗德的邮政编码为19340，INSEE市镇编码为19080。

## 政治
埃居朗德所属的省级选区为于塞勒县。

## 人口

1962-2008年间埃居朗德人口变化图示

埃居朗德于2022年1月1日时的人口数量为684人。